# Лонг, Джессика
Джессика Лонг (урожд. Татьяна Олеговна Кириллова; род. 29 февраля 1992, Братск, Россия) — паралимпийская американская пловчиха. Многократная чемпионка паралимпиад, чемпионатов мира, рекордсменка мира среди спортсменов без ног.

## Биография

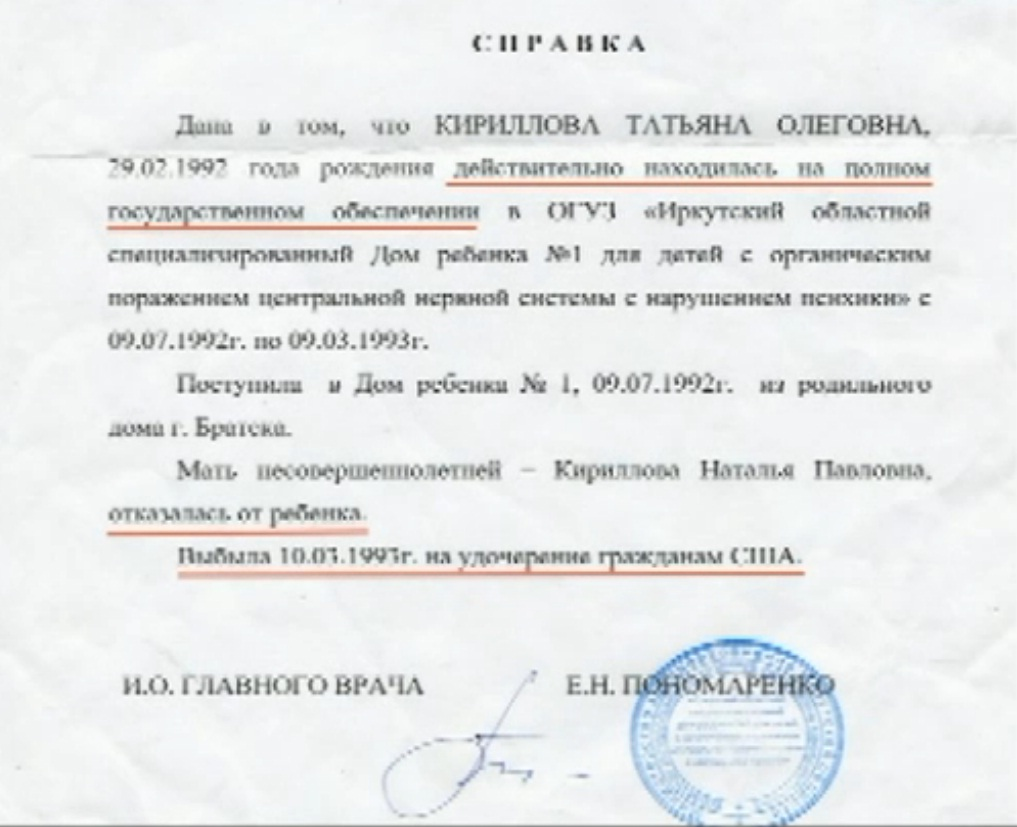
Справка из Иркутского дома ребёнка о пребывании в нём Татьяны Кирилловой

Родилась 29 февраля 1992 года в Братске Иркутской области, у 18-летней матери, биологическому отцу тогда было 17 лет. Родилась без малых берцовых костей и многих костей стопы. Мать Наталья оставила её в детском доме. Татьяна Кириллова оказалась одной из первых детей из детского дома Иркутска, кого удочерили приёмные родители из Америки, когда ей было 13 месяцев. Вместе с ней семья Стивена и Элизабет Лонг усыновила также и мальчика с заячьей губой. В марте 1993 года они улетают в США. По причине аномалии нижних конечностей (фибулярной гемимелии) ноги Татьяны были ампутированы когда ей было 18 месяцев. Она училась ходить с протезами. Лонг занималась многими видами спорта включая гимнастику, черлидинг, катание на коньках, велосипед, ходули и скалолазание. До того как начать командные тренировки в 2002, она начала тренироваться в бассейне её дедушки и бабушки. В следующем году Лонг была выбрана в Мэриленде лучшей пловчихой-инвалидом 2003 года.
На Паралимпийских играх 2004 года Лонг впервые выступила на международных соревнованиях. Как самый юный атлет команды 12-летняя Лонг выиграла 3 золотые медали. На Паралимпийских играх 2008 года выиграла 6 медалей, включая 4 золотых и установила три новых мировых рекорда.
В 2006 году на чемпионате мира получила девять золотых медалей и установила пять мировых рекордов. В 2007 году Лонг стала первой паралимпийской спортсменкой, выигравшей премию Amateur Athletic Union’s Sullivan Award, присваиваемой лучшим спортсменам-любителям в Соединённых Штатах.
13 сентября 2012 года на канале Россия-1 вышла программа «Прямой эфир», в которой журналистка канала Виктория Петрова отыскала биологических родителей Джессики Лонг в Иркутской области под Братском. В передаче приняли участие отец и сестра Джессики. А в передаче «Пусть говорят» от 11 сентября 2012 о себе рассказала мать Джессики — Наталья Кириллова. В декабре 2013 года Джессика отправилась в Иркутскую область, где встретилась со своими родителями .

### Семья
У биологических родителей Джессики — Натальи и Олега Валтышевых после неё родилось ещё трое детей: вторая дочь — Настя (1993), учится в Педагогическом колледже Братска. Двойняшки — Игорь и Даша (1999). Игорь учится в школе, Даша — инвалид с ДЦП.
У приёмных родителей Джессики — Стивена и Элизабет Лонг четверо родных детей и ещё один приёмный сын, также из России.

## Международная спортивная карьера
Лонг вышла на международную арену на летних Паралимпийских играх 2004 года в Афинах, Греция, выиграв три золотые медали по плаванию. Тогда ей было только 12 лет, она была самым юным членом паралимпийской команды США на тот момент.
В 2006 году Лонг выиграла 9 золотых медалей и установила 5 мировых рекордов на IPC Swimming World Championships в Дурбане, Южная Африка. Она была удостоена награды Олимпийского комитета США «Паралимпиец года 2006» и «Пловчиха-инвалид года по версии Swimming World Magazine».
Награды:
- 2010: 7 золотых медалей, 2 мировых рекорда (100-метровка на спине, 200 метров комплексным плаванием (с мировым рекордом), 100-метровка баттерфляем, 100-метровка вольным стилем, 34pts эстафета 4×100 метров вольным стилем (с мировым рекордом), 400 метров вольным стилем, 34pts эстафета 4×100 метров комплексным плаванием); 2 золотые медали (50-метровка вольным стилем, 100-метровка на спине) — IPC Swimming World Championships, Эйндховен, Нидерланды
- 2010: 6 золотых медалей (50 метров вольным стилем, 100 метров вольным стилем, 400 метров вольным стилем, 100 метров брассом, 100 метров баттерфляем, сто метров брассом) — Can-Am National Championships, Сан-Антонио, Техас
- 2009: 4 золотые медали и мировой рекорд (100 метров вольным стилем — WR, 400 метров вольным стилем — WR, 100 m breaststroke — WR, 100 метров баттерфляем — WR); 5 серебряных медалей (50 метров вольным стилем, 100 m individual medley, 200 метров комплексным плаванием, 34 pts эстафета 4×100 метров вольным стилем) — IPC Swimming World Championships 25 m, Рио-де-Жанейро, Бразилия
- 2009: 7 золотых медалей, мировой рекорд, S8 100 m breaststroke — Summer Can-Am Championships, Edmonton, Alberta Canada
- 2009: 7 золотых медалей (100 m breaststroke, 100 метров баттерфляем, 50 метров вольным стилем, 50 метров баттерфляем, 400 метров вольным стилем, 50 m breaststroke, 100 метров вольным стилем) — Spring Can-Am Championships, Гресхэм, Орегон
- 2008: Paralympic Games Beijing: gold medal and world record in 400 метров вольным стилем, 100 метров вольным стилем, 200 m individual medley, gold medal in 100 метров баттерфляем, silver medal in 100 m backstroke, bronze medal in 100 m breaststroke
- 2008: Мировой рекорд, S8 100 метров баттерфляем — Can-Am Championships, Виктория, Канада
- 2007: Первое место, 50 m backstroke, 50 метров баттерфляем, 100 m backstroke, 100 m breaststroke, 100 метров вольным стилем, 200 метров баттерфляем; второе место, 50 метров вольным стилем — U.S. Paralympics Open Swimming Championships, College Park, Md.
- 2007: Selected as USA Swimming's Disability Swimmer of the Year (Trischa L. Zorn Award)
- 2007: Recipient of the ESPN Best Female Athlete with a Disability ESPY Award
- 2007: 3 мировых рекорда (50 метров баттерфляем, 200 метров вольным стилем, 1500 метров вольным стилем) на GTAC Disability Open, Oakland University, Рочестер, Мичиган
- 2007: 3 мировых рекорда (200 m backstroke, 400 m individual medley, 800 метров вольным стилем) — Spring Can-Am Swimming Championships, Montreal, Canada
- 2007: Named winner of 77th AAU James E. Sullivan Award
- 2006: Второе место по скалолазанию в категории Скорость — Extremity Games
- 2006: Named U.S. Olympic Committee Paralympian of the Year
- 2006: Named Disabled Swimmer of the Year by Swimming World magazine
- 2006: Selected as USA Swimming’s Disability Swimmer of the Year (Trischa L. Zorn Award)
- 2006: 9 золотых медалей (100 метров вольным стилем — WR, 100 метров баттерфляем — WR, 200 m individual medley — WR, 400 метров вольным стилем — WR, 34pts эстафета 4×100 метров вольным стилем — WR, 50 метров вольным стилем, 100 m backstroke, 100 m breaststroke, 34pts 4×100 m medley relay) — International Paralympic Committee (IPC) Swimming World Championships, Дурбан, Южная Африка
- 2006: 2 мировых рекорда (100 метров баттерфляем, 200 m individual medley) — Belgian Open, Антверпен, Бельгия
- 2006: 5 золотых медалей, серебряная медаль, 4 мировых рекорда (50 m breaststroke, 50 метров баттерфляем, 200 m breaststroke, 400 m individual medley) — Can-Am Championships, Лондон, Онтарио, Канада
- 2006: U.S. Olympic Committee Female Athlete of the Month — January 2006
- 2006: 2 мировых рекорда (100 метров баттерфляем, 200 метров комплексным плаванием) — Blaze Sports Georgia Open, Атланта, Джорджия
- 2005: 5 золотых медалей, бронзовая медаль, 2 мировых рекорда, и приз «Лучший спортсмен чемпионата» — 2005 U.S. Paralympics Open Swimming Championships, Миннеаполис, Миннесота
- 2004: 3 золотые медали — Паралимпийские игры, Афины, Греция, 100 метров вольным стилем.